# Al-Matalla
Al-Matalla – wieś w Syrii, w muhafazie Damaszek. W 2004 roku liczyła 1162 mieszkańców.